# Martin de Lonneux
Martin de Lonneux (auch: de Loneux; getauft 9. Januar 1753 in Aachen; † Januar 1795 ebenda) war Schöffe von Aachen und Anführer des Umsturzes während der Aachener Mäkelei.

## Leben
Martin de Lonneux wurde Anfang Januar 1753 in Aachen geboren und am 9. Januar auf den Namen Martin Franz Jakob Joseph Anton getauft. Seine Eltern waren der Schöffe und mehrfache Bürgermeister der Reichsstadt Aachen, Martin Lambert de Lonneux und dessen dritte Ehefrau Maria Johanna Theresia Deltour.
Sein Studium der Rechte schloss Martin de Lonneux als Lizentiat ab. Wann er zum Schöffen gewählt wurde, ist nicht bekannt. 1771 trat er der Sternzunft bei, der Standesvertretung der Aachener Schöffen. 1778 ist er das einzige Mal als Schöffe urkundlich bezeugt. Am 10. Mai 1783 heiratete er in Köln Maria Theresia Anna Wilhelmine Walburga Freiin von Geyr-Schweppenburg.
In der Aachener Mäkelei spielte Martin de Lonneux eine führende Rolle. Er unterzeichnete 1786 an führender Stelle einen Beschwerdebrief gegen den mehrfachen Bürgerbürgermeister Stephan Dominicus Dauven, der in diesem Jahr wieder neu zur Wahl stand. Von den Schöffen unterzeichnete sonst nur noch Philipp de Witte diesen Brief. Als Dauven die Wahl tatsächlich knapp gewann, warf Lonneux ihm Wahlbetrug vor. Lonneux Anhänger, die sich Neue Partei nannten, stürmten das Rathaus und zwangen Dauven zum Abdanken. Schöffenbürgermeister Johann Jakob von Wylre wurde gezwungen, eine Ratssitzung einzuberufen, in der ein Bürgerbürgermeister aus der Neuen Partei gewählt wurde. Lonneux selber wurde Beisitzer im Stadtrat. Nachdem das Rathaus 1787 auf Befehl des Kaisers durch Jülicher Truppen geräumt worden war, wurde Lonneux verhaftet und erst 1790 wieder entlassen.
Er starb Anfang Januar 1795 in Aachen und wurde am 6. Januar beigesetzt.